# VF-126
Il Fighter Squadron 126 (VF-126), soprannominato "Bandits", fu uno squadrone d'attacco della Marina degli Stati Uniti. Lo squadrone è stato originariamente istituito come Attack Squadron 126 (VA-126) il 6 aprile 1956, è stato ribattezzato VF-126 il 15 ottobre 1965 e disattivato il 1º aprile 1994. Il loro codice di coda era NJ.

## Storia operativa
Il VA-126 era uno squadrone di sostituzione della flotta della costa occidentale. Con la sua riprogettazione come VF-126 divenne uno squadrone d'attacco della Marina.

## Ex membri notevoli
- Eugene Cernan

## Aeroporti
Il VF-126 venne assegnato ai seguenti aeroporti:

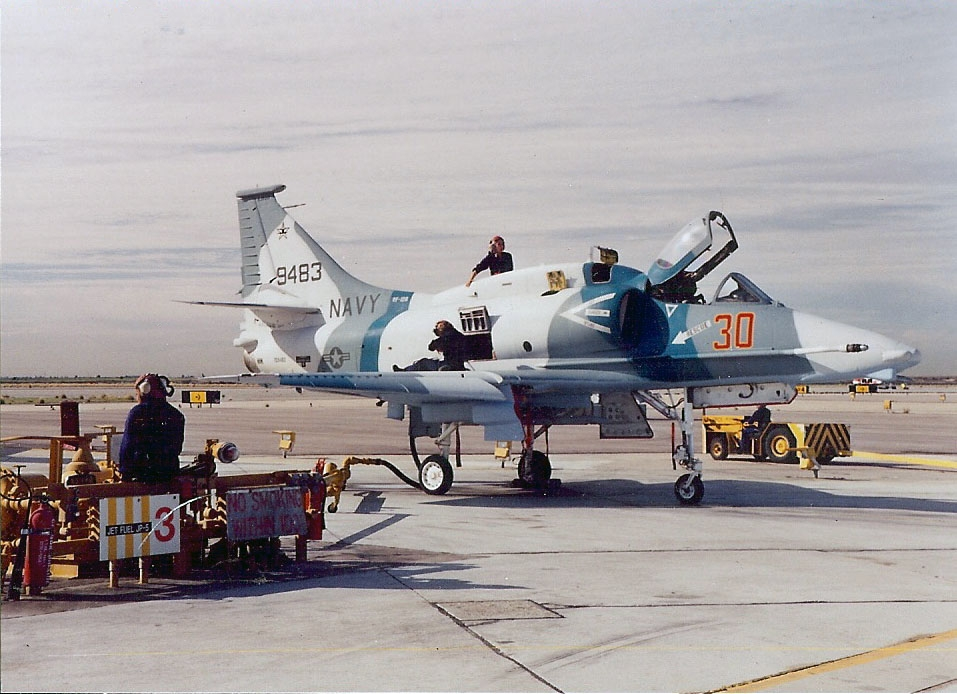
Un A-4M del VF-126 presso NAS Miramar nel 1991.

- NAS Miramar